# 기기 (일본사)
기기(일본어: 記紀 きき[*])란 고사기와 일본서기를 묶어 부르는 말이다.고사기의 '기'와 일본서기의 '기'를 아울러 '기기'라고 하는 것이다.
두 책 모두 나라 시대에 편찬된 일본신화와 고대의 역사를 전하고 있는 역사서이다. 초반은 신화 그 자체이며, 뒤로 갈 수록 역사서의 성격이 강해진다. 책의 후반에는 신빙성이 의심되는 부분이 있는 반면, 최근의 고고학적 발견에 의해 내용이 실증된 사례도 있다(호류지 재건의  기사나 소가씨의 아마가오카 등). 완벽한 신뢰를 받지는 못하지만 당대 사료가 매우 적기 때문에 일본사 연구에서 여전히 중요한 위치를 차지한다.
무로마치 시대까지는 일본의 신화나 고대의 역사를 전하고 있는 중요한 역사서로서「선대구사본기」를 포함해 「3부의 본서」라고 하는 것이 있었지만, 에도 시대에 들어가 '선대구사본기'가 위서라고 생각할 수 있게 되었고 이후 이 두 서만으로 기기로 되는 것이 많아졌다.

## 같이 보기
- 고사기
- 일본서기
- 기기신화
- 기기의 길
- 기기가요[2]
- 천지개벽 (일본 신화)
- 천지개벽 (중국 신화)